# Teudis caxambuensis
Teudis caxambuensis är en spindelart som beskrevs av Cândido Firmino de Mello-Leitão 1926. 
Teudis caxambuensis ingår i släktet Teudis och familjen spökspindlar. Inga underarter finns listade i Catalogue of Life.